# Paul Belmondo
Paul Alexandre Belmondo (* 23. April 1963 in Boulogne-Billancourt, Île-de-France) ist ein ehemaliger französischer Automobilrennfahrer und Rennstallbesitzer, der in der Formel 1 für March Engineering und Pacific Racing fuhr.

## Karriere

### Monoposto
Belmondo war in der Formel 3 und der Formel 3000 aktiv, konnte aber in keiner der beiden Klassen ein Rennen unter den ersten zehn beenden. 1992 fuhr er als „Pay driver“ (ein Fahrer, der für seine Starts bezahlt) bei March in der Formel 1; der neunte Platz beim Großen Preis von Ungarn war sein bestes Ergebnis.
In der Formel-1-Weltmeisterschaft 1992 konnte er sich noch vier weitere Male qualifizieren, bevor ihm das Geld ausging und er durch Emanuele Naspetti ersetzt wurde. Zwei Jahre später versuchte er ein Comeback in der Formel 1 mit dem nicht konkurrenzfähigen Team Pacific Racing. Er qualifizierte sich nur zweimal für ein Rennen und schnitt jeweils schlechter ab als sein Teamkollege Bertrand Gachot.

### GT- und Sportwagen
Später startete Belmondo in der FIA-GT-Meisterschaft. Er fuhr eine Chrysler Viper GTS-R und nahm mit seinem eigenen Rennteam Paul Belmondo Racing an der Le Mans Series teil. Zehnmal war er beim 24-Stunden-Rennen von Le Mans am Start. Seine beste Platzierung im Gesamtklassement war der 17. Rang 1999.

## Privates
Belmondo ist der Sohn des Schauspielers Jean-Paul Belmondo. Um das Jahr 1991 war er mit Prinzessin Stéphanie von Monaco liiert.

## Statistik

### Statistik in der Formel-1-Weltmeisterschaft

#### Gesamtübersicht
| Saison | Team    | Chassis      | Motor         | Rennen | Siege | Zweiter | Dritter | Poles | schn. Rennrunden | Punkte | WM-Pos. |
| ------ | ------- | ------------ | ------------- | ------ | ----- | ------- | ------- | ----- | ---------------- | ------ | ------- |
| 1992   | March   | March CG911B | Ilmor 3.5 V10 | 5      | –     | –       | –       | –     | –                | 0      | 26.     |
| 1994   | Pacific | Pacific PR01 | Ilmor 3.5 V10 | 2      | –     | –       | –       | –     | –                | 0      | –       |
| Gesamt | Gesamt  | Gesamt       | Gesamt        | 24     | –     | –       | –       | –     | –                | 0      |         |

### Le-Mans-Ergebnisse
| Jahr | Team                   | Fahrzeug             | Teamkollege          | Teamkollege      | Platzierung     | Ausfallgrund         |
| ---- | ---------------------- | -------------------- | -------------------- | ---------------- | --------------- | -------------------- |
| 1985 | New-Man Joest Racing   | Porsche 956          | Mauricio de Narváez  | Kenper Miller    | Ausfall         | Unfall               |
| 1987 | Brun Motorsport        | Porsche 962C         | Michel Trollé        | Pierre de Thoisy | Ausfall         | Unfall               |
| 1988 | Courage Compétition    | Cougar C22           | François Migault     | Ukyo Katayama    | Ausfall         | Unfall               |
| 1989 | Obermaier Racing       | Porsche 962C         | Jürgen Lässig        | Pierre Yver      | Ausfall         | Unfall               |
| 1993 | TWR Jaguar Racing      | Jaguar XJ220         | Jay Cochran          | Andreas Fuchs    | Ausfall         | Überhitzter Zylinder |
| 1995 | Venturi Automobiles SA | Venturi 600SLM       | Jean-Marc Gounon     | Arnaud Trévisiol | nicht klassiert |                      |
| 1996 | Ennea SRL Igol         | Ferrari F40 GTE      | Jean-Marc Gounon     | Éric Bernard     | Ausfall         | Elektrik             |
| 1999 | Paul Belmondo Racing   | Chrysler Viper GTS-R | Marc Rostan          | Tiago Monteiro   | Rang 17         |                      |
| 2004 | Paul Belmondo Racing   | Courage C65          | Claude-Yves Gosselin | Marco Saviozzi   | Ausfall         | Unfall               |
| 2005 | Paul Belmondo Racing   | Courage C65          | Didier André         | Rick Sutherland  | Rang 22         |                      |

### Einzelergebnisse in der Sportwagen-Weltmeisterschaft
| Saison | Team                | Rennwagen   | 1   | 2   | 3   | 4   | 5   | 6   | 7   | 8   | 9   | 10  | 11  |
| ------ | ------------------- | ----------- | --- | --- | --- | --- | --- | --- | --- | --- | --- | --- | --- |
| 1984   | DS Racing Team      | Porsche 956 | MON | SIL | LEM | NÜR | BRH | MOS | SPA | IMO | FUJ | KYA | SAN |
| 1984   | DS Racing Team      | Porsche 956 |     |     |     |     |     |     |     | 11  |     |     |     |
| 1985   | Joest Racing        | Porsche 956 | MUG | MON | SIL | LEM | HOK | MOS | SPA | BRH | FUJ | SEL |     |
| 1985   | Joest Racing        | Porsche 956 |     |     | 6   | DNF |     |     |     |     | DNF |     |     |
| 1987   | Brun Motorsport     | Porsche 962 | JAR | JER | MON | SIL | LEM | NÜN | BRH | NÜR | SPA | FUJ |     |
| 1987   | Brun Motorsport     | Porsche 962 |     | DNF |     |     |     |     |     |     |     |     |     |
| 1988   | Courage Compétition | Cougar C22  | JER | JAR | MON | SIL | LEM | BRÜ | BRH | NÜR | SPA | FUJ | SAN |
| 1988   | Courage Compétition | Cougar C22  |     | DNF |     |     |     |     |     |     |     |     |     |